# نویشتات (آیکسفلد)
نویشتات (به آلمانی: Neustadt) یک منطقهٔ مسکونی در آلمان است که در ام اهمبرگ واقع شده‌است. نویشتات ۷۲۲ نفر جمعیت دارد.

## خواهرخوانده
شهر وی نو سورلو خواهرخواندهٔ نویشتات (آیکسفلد) هست.